# هواگرد باری

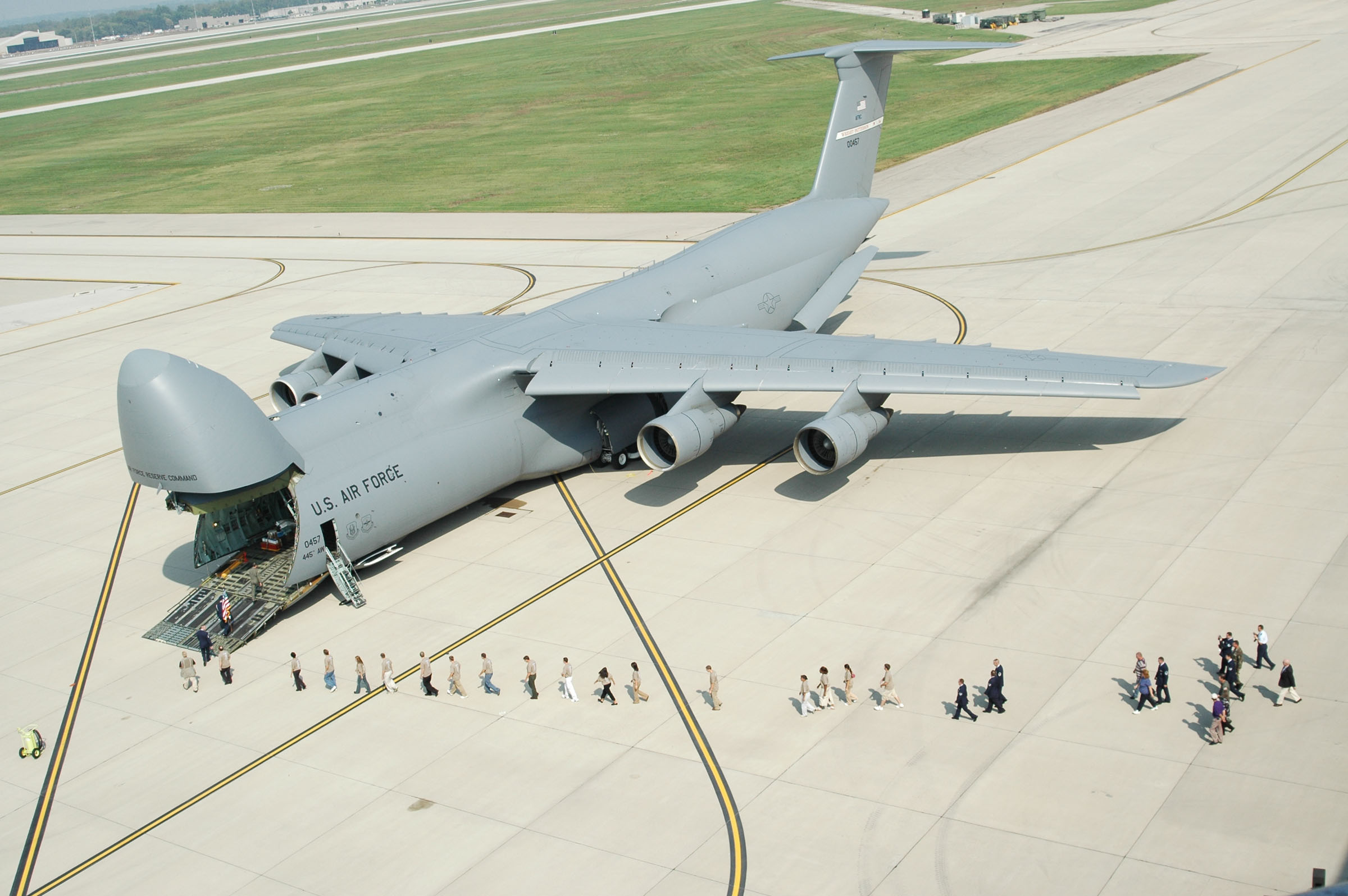
سی-۵ گالکسی در حال تخلیه بار از در دماغه

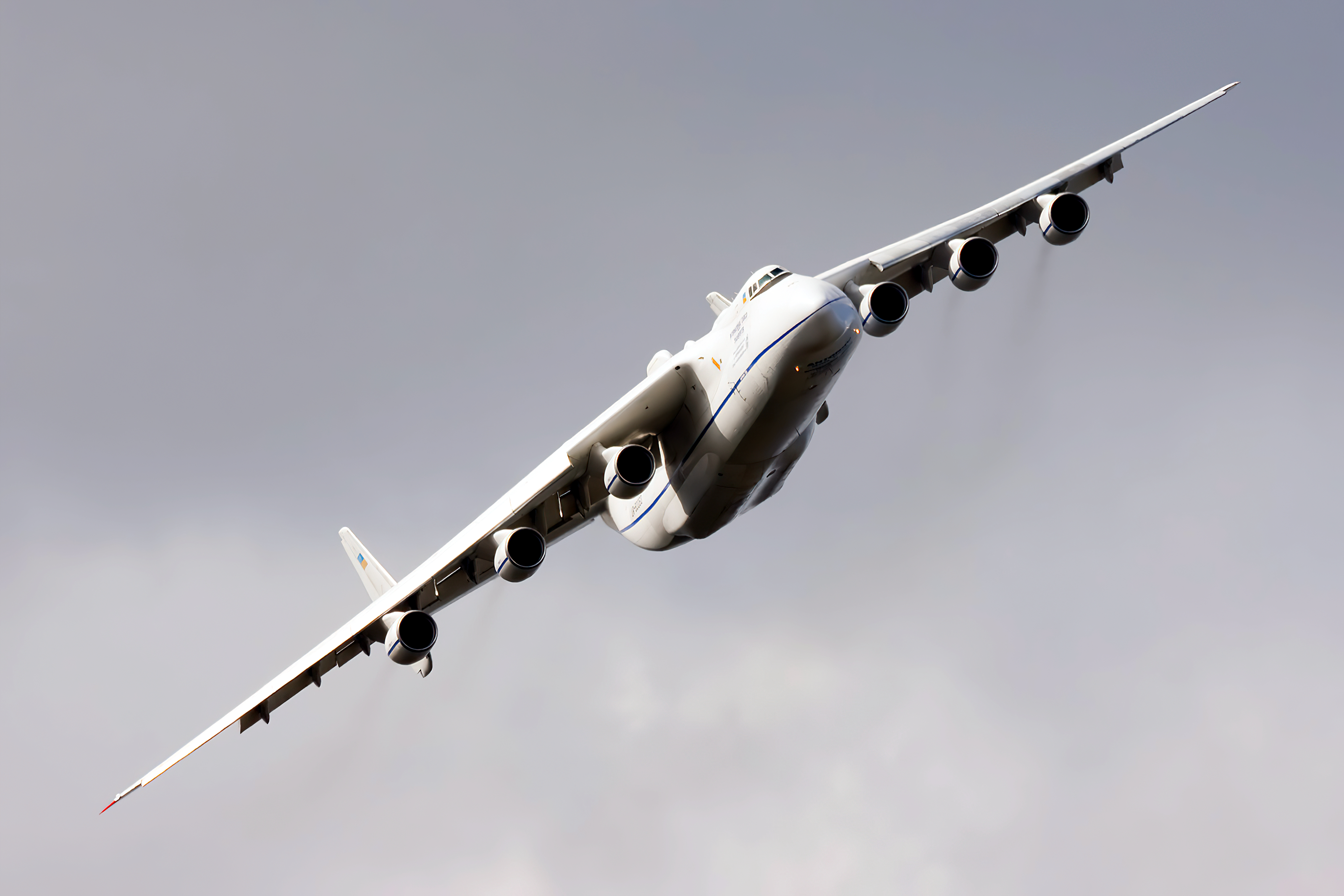
آنتونوف-۲۲۵ بزرگ‌ترین هواپیمای باری جهان

هواپیمای باری یا هواپیمای باربری به هواپیماهای ترابری بال‌ثابتی گفته می‌شود که طراحی آنها بر اساس جابه‌جایی بار می‌باشد. این نوع هواپیماها برای تخلیه بار دارای یک یا چند در بزرگ می‌باشند. علی‌الاصول هواپیماهای باری بر اساس هواپیماهای مسافربری و با تغییر کاربری آنها (مانند هسا سیمرغ که از تغییر کاربری و بازمهندسی محدود ایران-140 (آنتونوف-140) تولید شده است) ساخته می‌شوند.